# Kurdská kuchyně

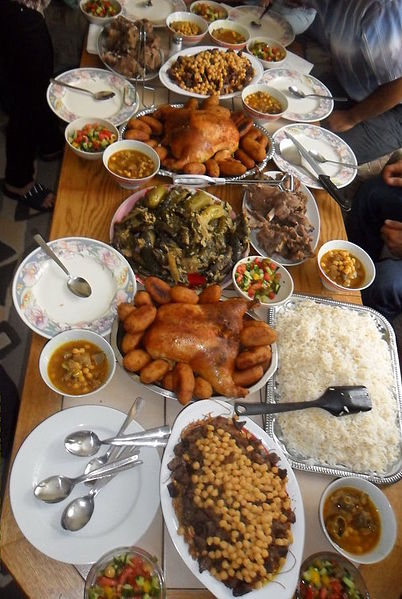
Kurdská kuchyně

Kurdská kuchyně (kurdsky خواردنی کوردی) je typická pro západoasijský region a zahrnuje pokrmy a postupy Kurdů, národa, který žije v Kurdistánu, ale také je roztroušený v oblasti severovýchodního Turecka, severního Iráku, severovýchodní Sýrie a severozápadního Íránu. Významné diaspory jsou pak v Německu a Nizozemí.

## Vlivy
V minulosti žila většina Kurdů kočovným životem, což v praxi znamená, že neobhospodařovali půdu a více se orientovali na sběr plodin a chov hospodářských zvířat, která mohla kočovat spolu s nimi. Zároveň se jejich maso a mléko stalo hlavními složkami jídelníčku. Kurdové jsou muslimové, nejedí vepřové. Ovšem jehněčí a kuřecí se jí ve velkém, stejně tak se loví sladkovodní ryby.
Vzhledem ke geografickému rozšíření Kurdů není překvapivé, že na jejich kuchyni působí zvyky okolních států a mnohá jídla jsou inspirována kuchyní tureckou, arménskou, íránskou a syrskou. Některá tradiční jídla (například birjáni, rýže kořeněná směsí kardamonu, hřebíčku, pepře, muškátového oříšku, koriandru, máty a zázvoru) pocházejí z indického subkontinentu.
Pro Kurdy je hlavním jídlem dne snídaně, proto právě ty bývají velmi bohaté. Servírují se při nich pokrmy z vajec a sýrů, ale také olivy a různé druhy ovoce, sladí se medem.
Typickým nápojem je slazený černý čaj.

## Ingredience
Hlavními složkami jídelníčku je maso, mléko a výrobky z něj. Maso, ať už jehněčí, nebo kuřecí, se často mele (pro takové se používá označení kofra a nejčastěji se připravuje v regionech Dilok, Meledi, Gurgum a Tolhildan) a servíruje s rýží, či chlebem. Mléko se pije a zpracovává jak kravské, tak ovčí. Připravují se z něj sýry a jogurty, například tradiční hustý mast.
Do kurdské kuchyně neodmyslitelně patří zelenina a ovoce, hlavními druhy jsou jablka, hrozny, fíky, okurky a rajčata.

## Tradiční pokrmy
Mezi základní jídla kurdské kuchyně patří:
- Maqluba: rýže s masem a zeleninou, která se podává tak, že se hrnec, ve kterém se jídlo připravovalo, obrací dnem vzhůru, takže je na vrcholu talíře zelenina s masem na kopečku rýže; v kurdštině “magluba” znamená “vzhůru nohama” a je to pokrm známý už ve 13. století.[7]
- Berbesel: zapečené maso s jogurtem a cibulí[8]
- Kelane: chléb plněný cibulkou[9]
- Kubbe: bulgurové šišky plněné mletým masem a cibulí[10]
- Parêv Tobûlî: chlebové placky
- Kuki: masové nebo zeleninové koláče
- Xingali: knedlíčky z listového těsta plněné čočkou a mletým masem[11]
- Birinç: bílá rýže s bylinkami
- Shifta: bramborové karbanátky[12]
- Savarr: rozdrcená, vařená pšenice[13]
- Tirsik: lilek, paprika, cukety a brambor v rajčatové omáčce
- Teşrîb: několik vrstev chleba naan prokládaných rajčaty a cibulí[14]
- Špenát s vejci
- Bulgurový pilaf
- Nudle kadaif
- Niskene: polévka z červené čočky
- Polévka z pšenice a čočky
- Polévka z masa a řepy
- Kardamonové sušenky
- Gulog: rýžový pudink
- Zirtaf: dip z jogurtu a česneku

Oblíbeným nápojem je Ava Mast, což je jogurt a sůl smíchaná s vodou. Fermentovaná verze se nazývá Do.

Polévka z pšenice a fazolí
Do
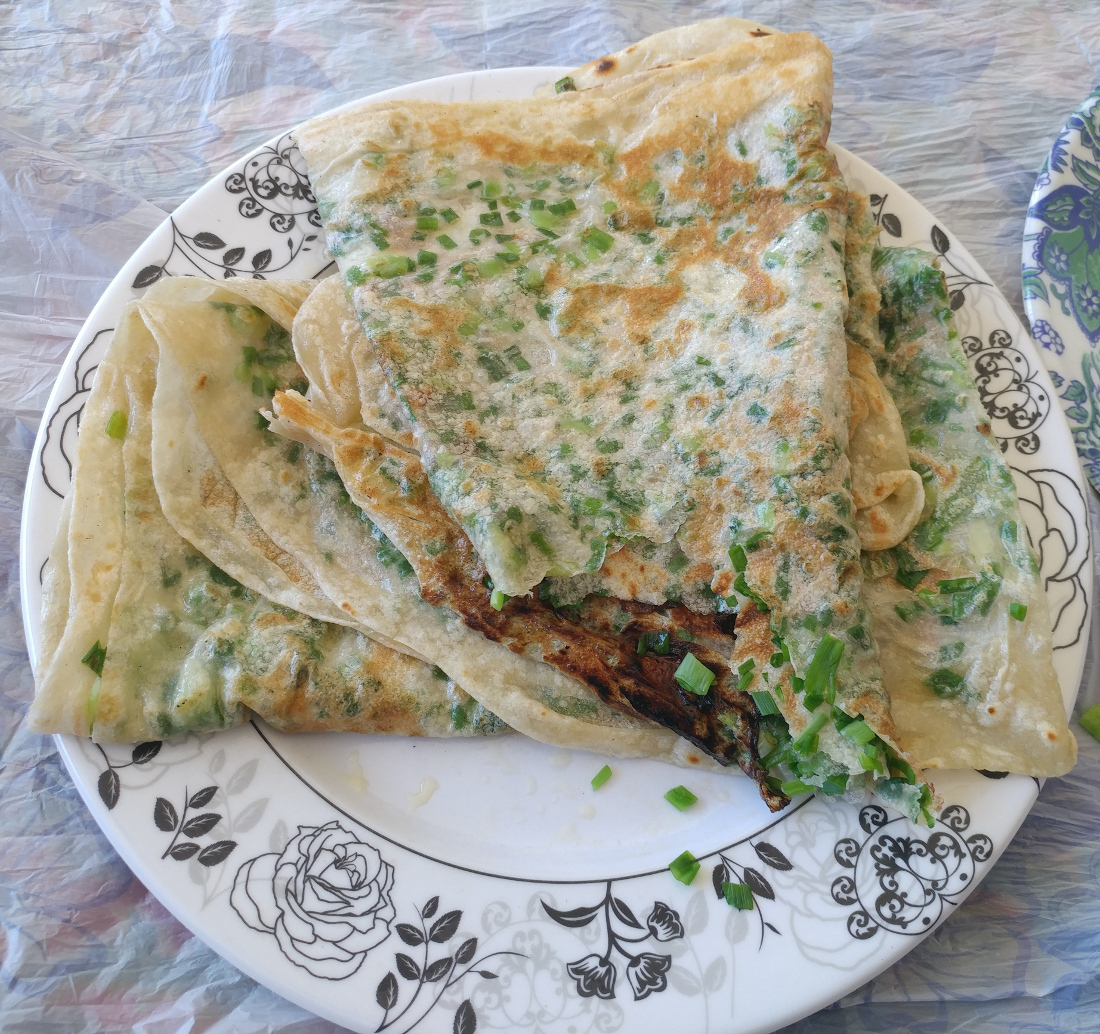
Kelane
Parda
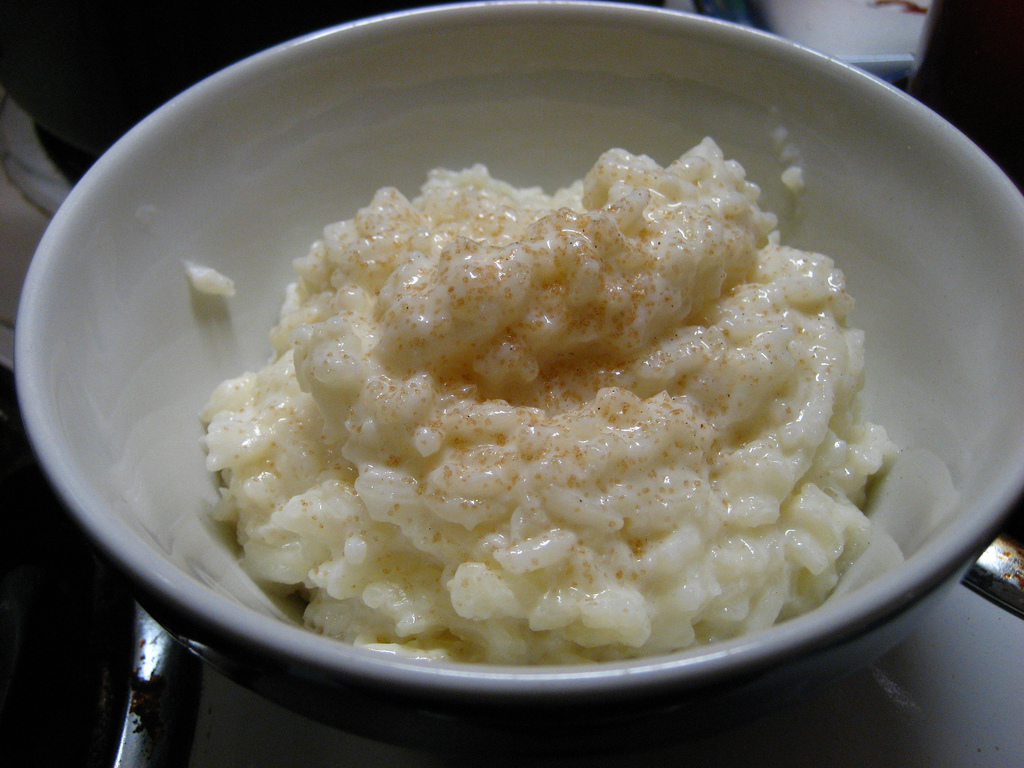
Gulog
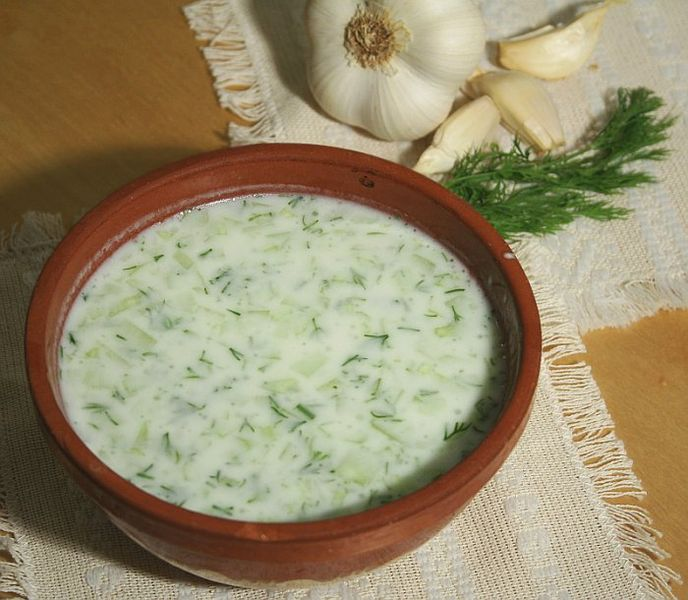
Zirtaf
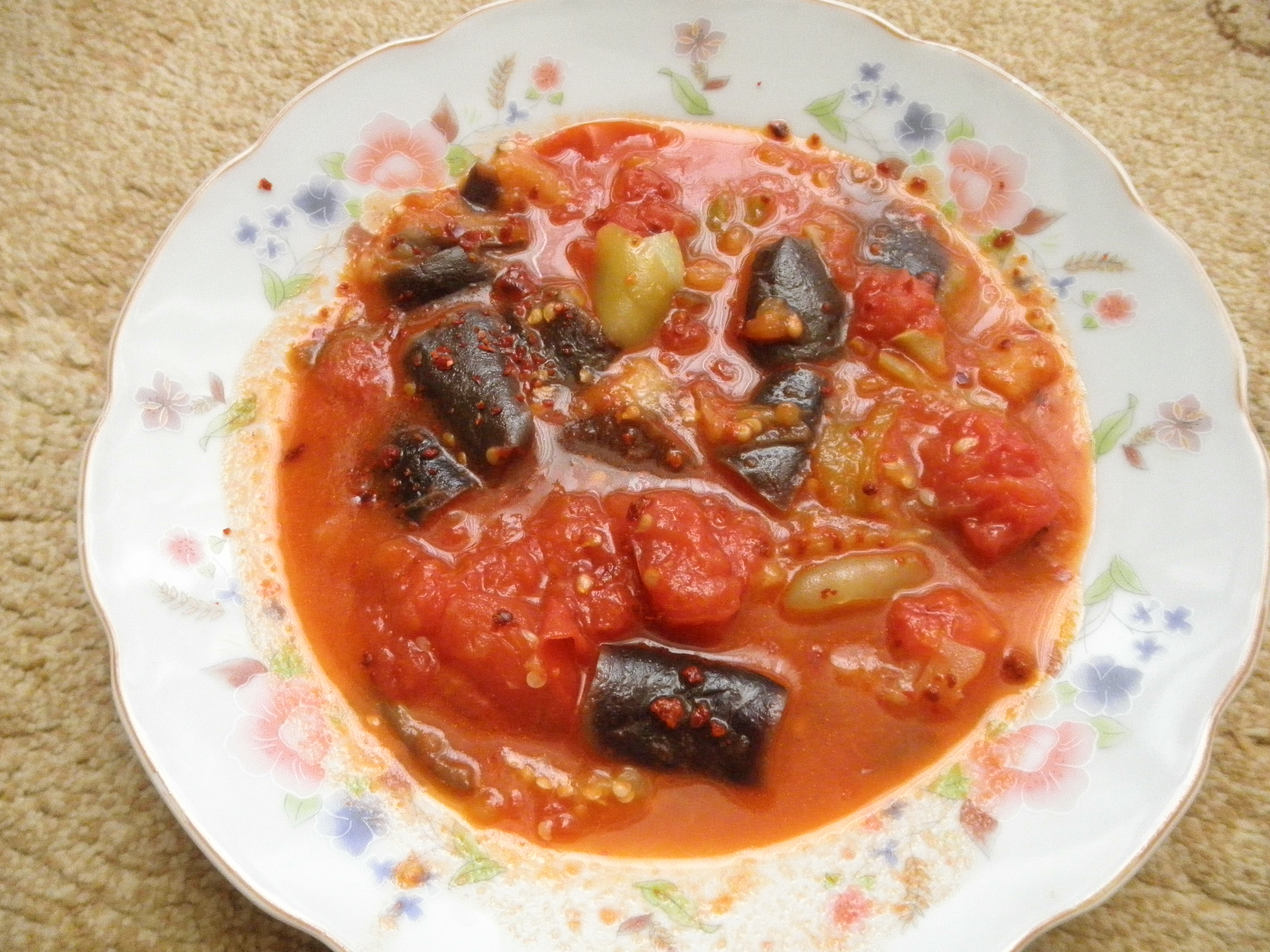
Tirşik
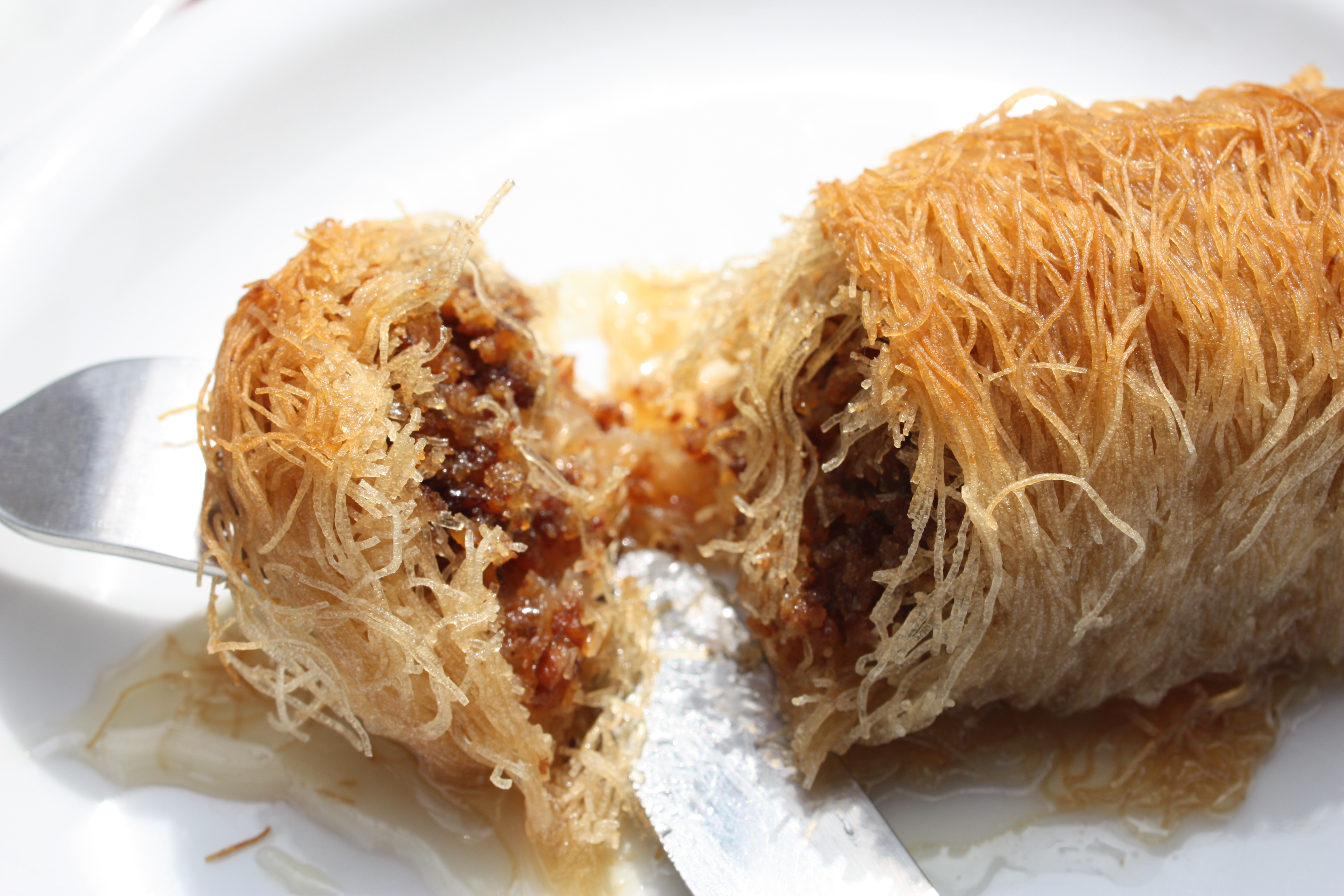
Kadaif
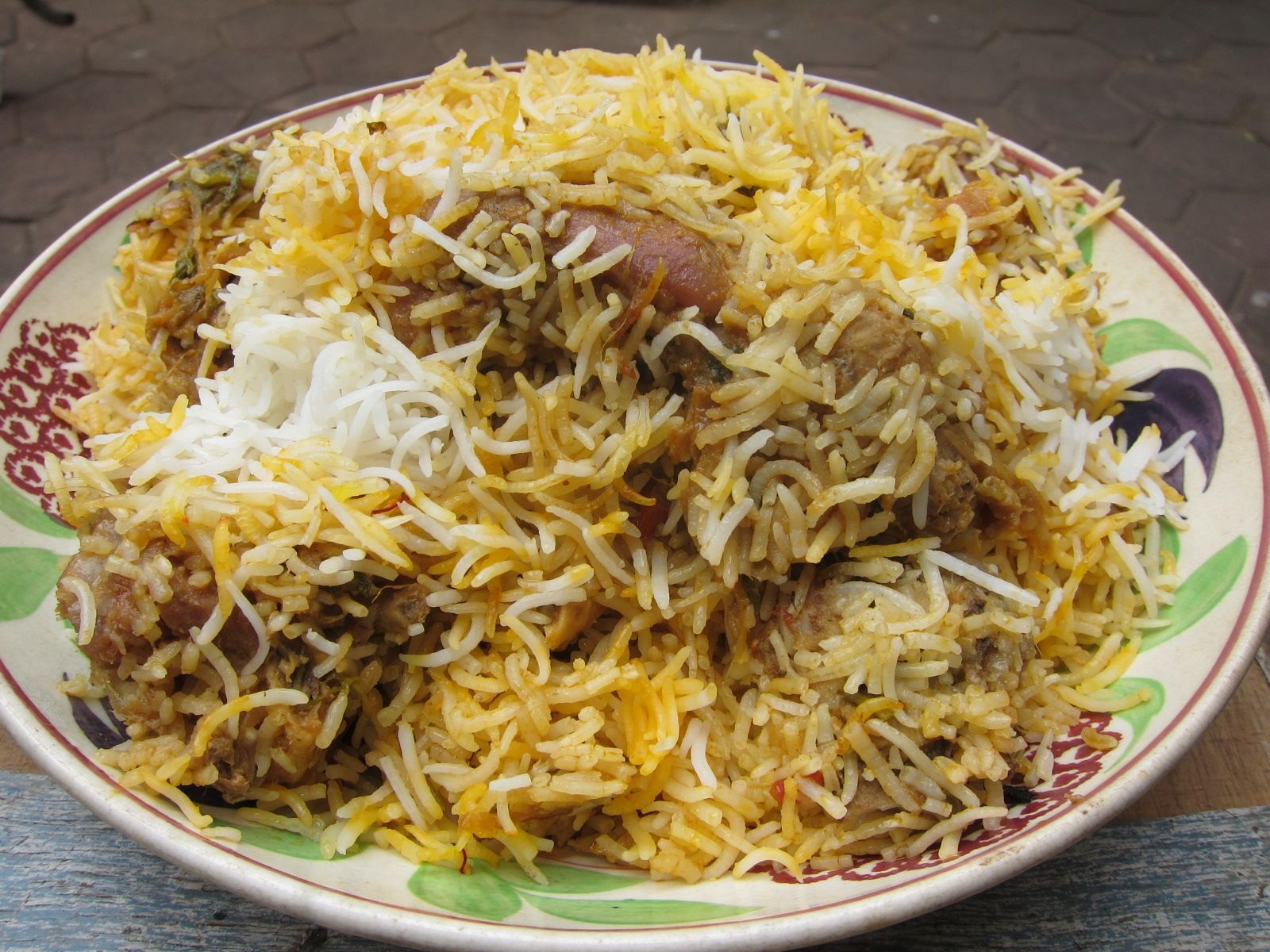
Birjání
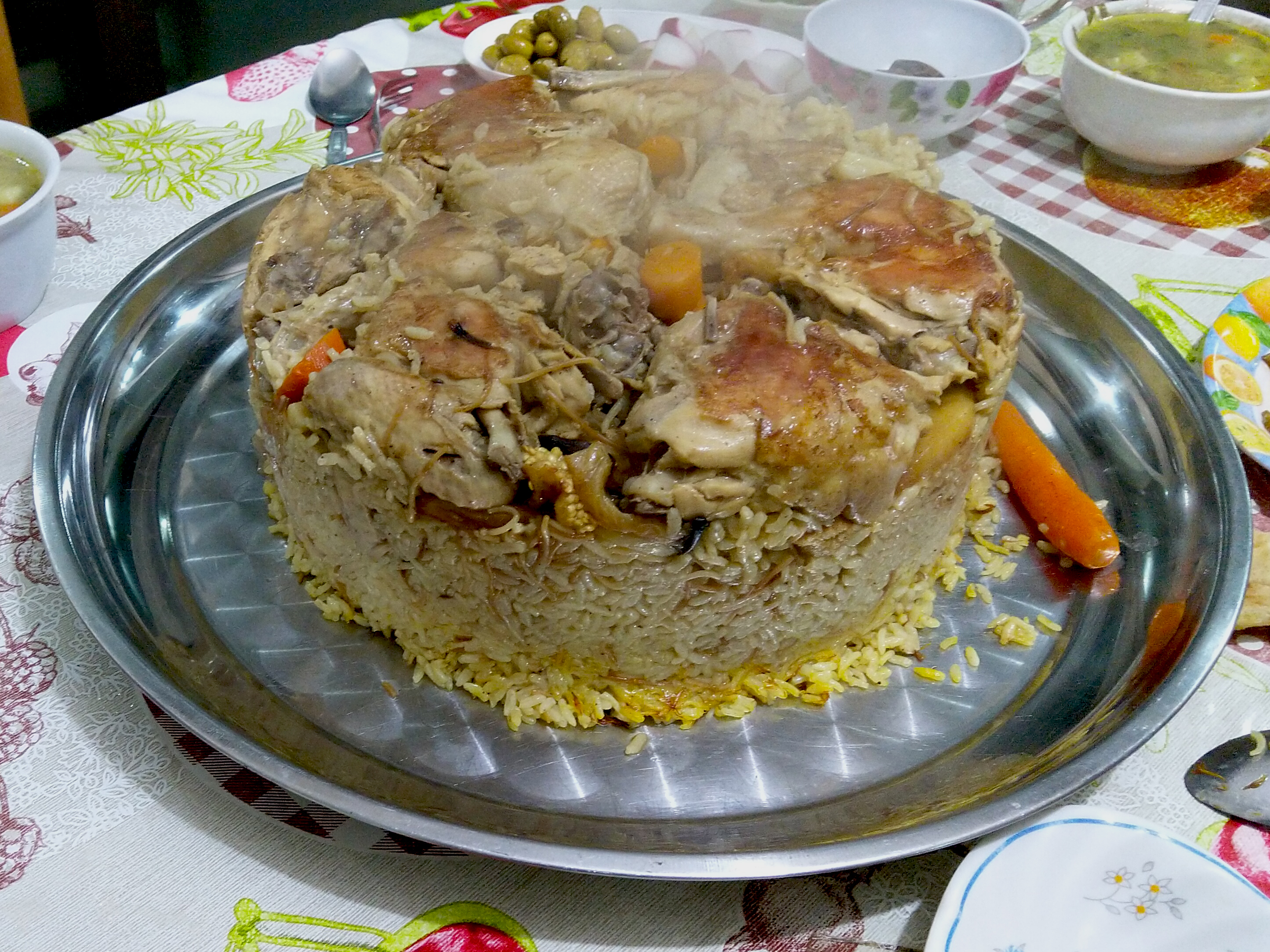
Magluba
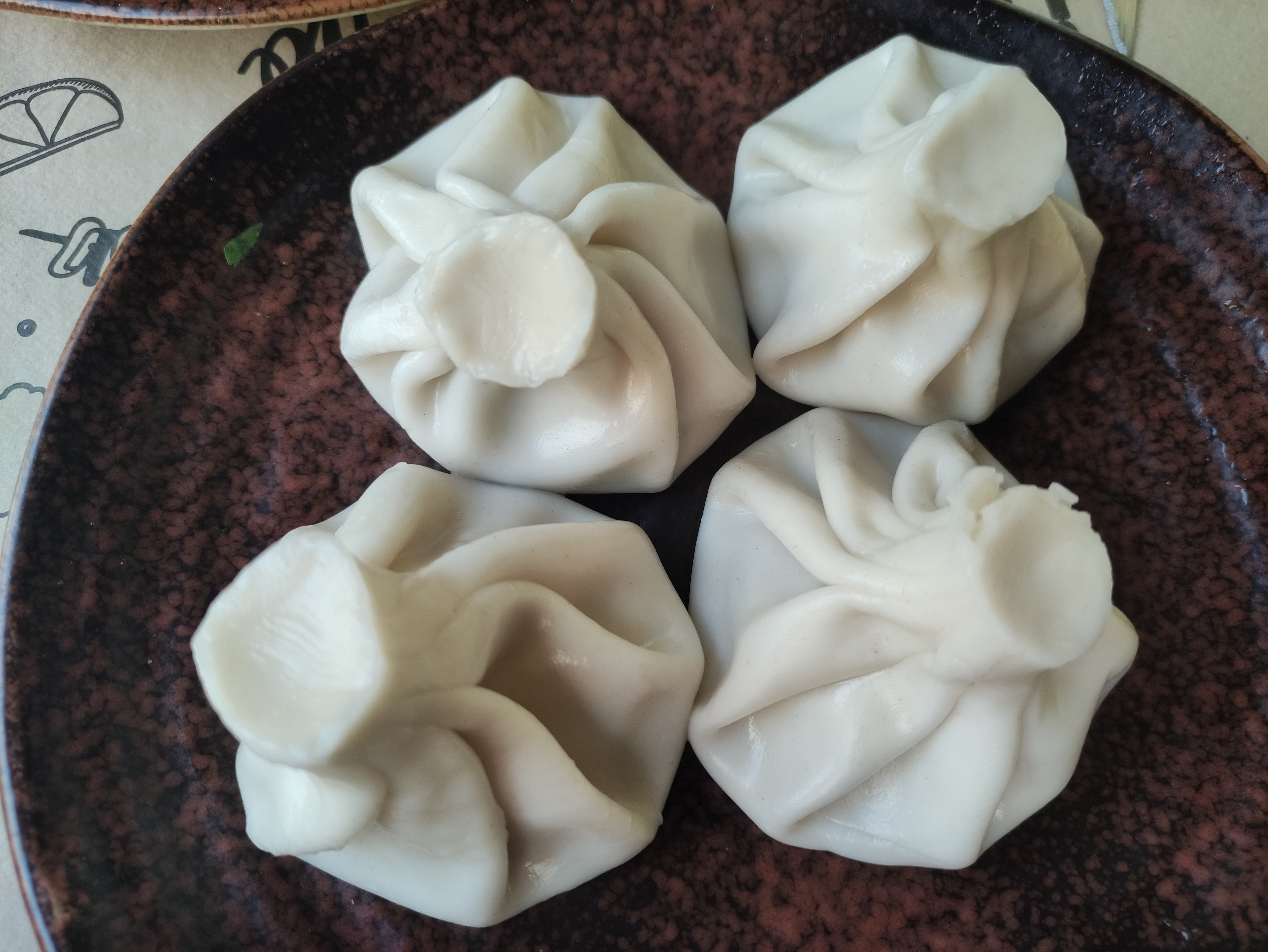
Xinkali
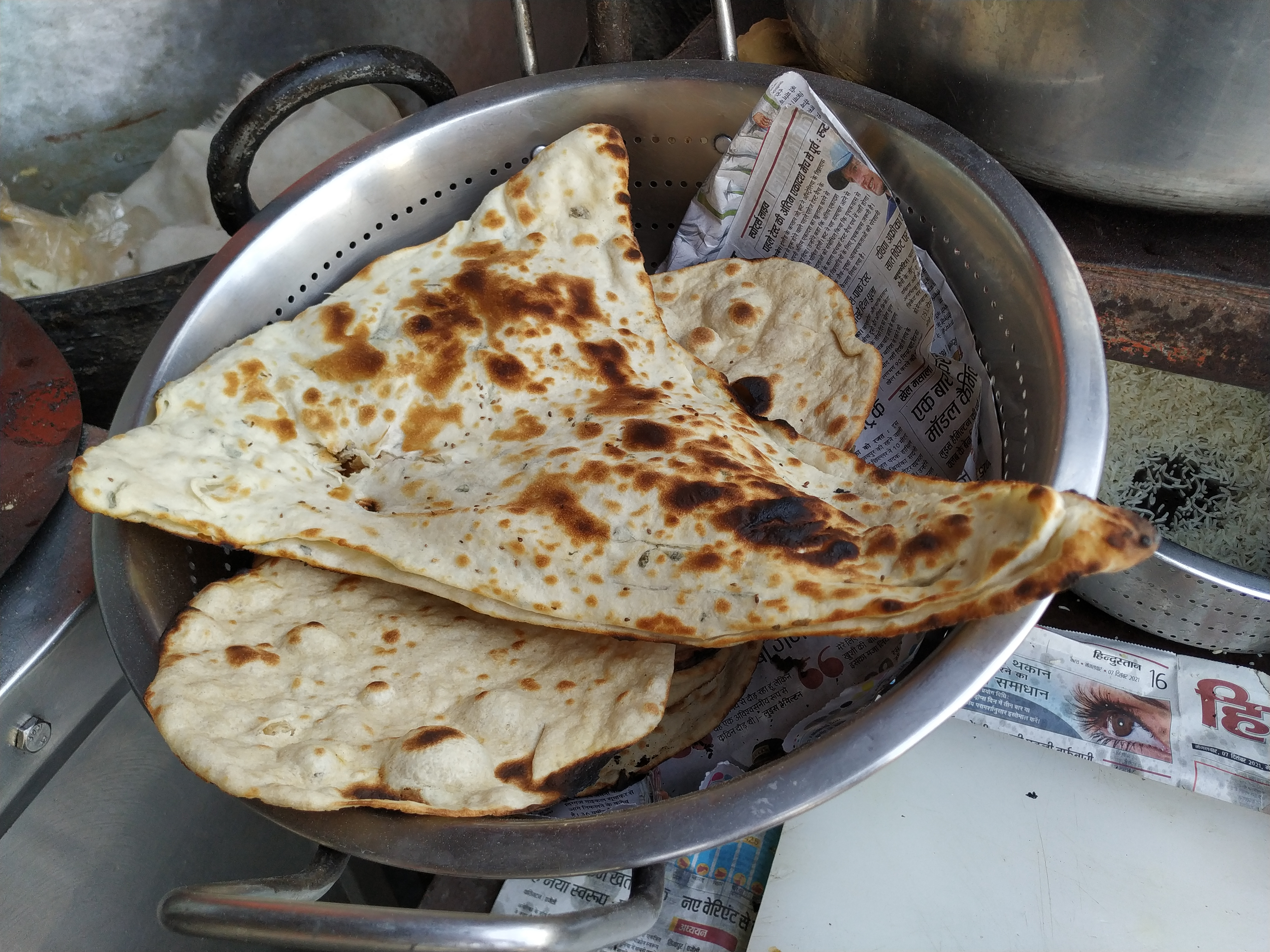
Naan

## Zvyky
Kurdská kuchyně je charakteristická jednoduchostí v přípravě pokrmů. Dochucuje se hlavně bylinkami. Tradičně se podávají teplé i studené pokrmy dohromady a k nim ještě sladkosti.
Kurdové jedí vsedě na podlaze u nízkého stolku. Podobně stoluje mnoho kultur Blízkého východu.
Během svátku Nourúz se pořádají pikniky a lidé jedí venku společně. Oblíbeným jídlem pro takovou příležitost je chléb naan a dolma, vinné listy plněné zeleninou.